# Seznam nejvyšších budov ve Filadelfii

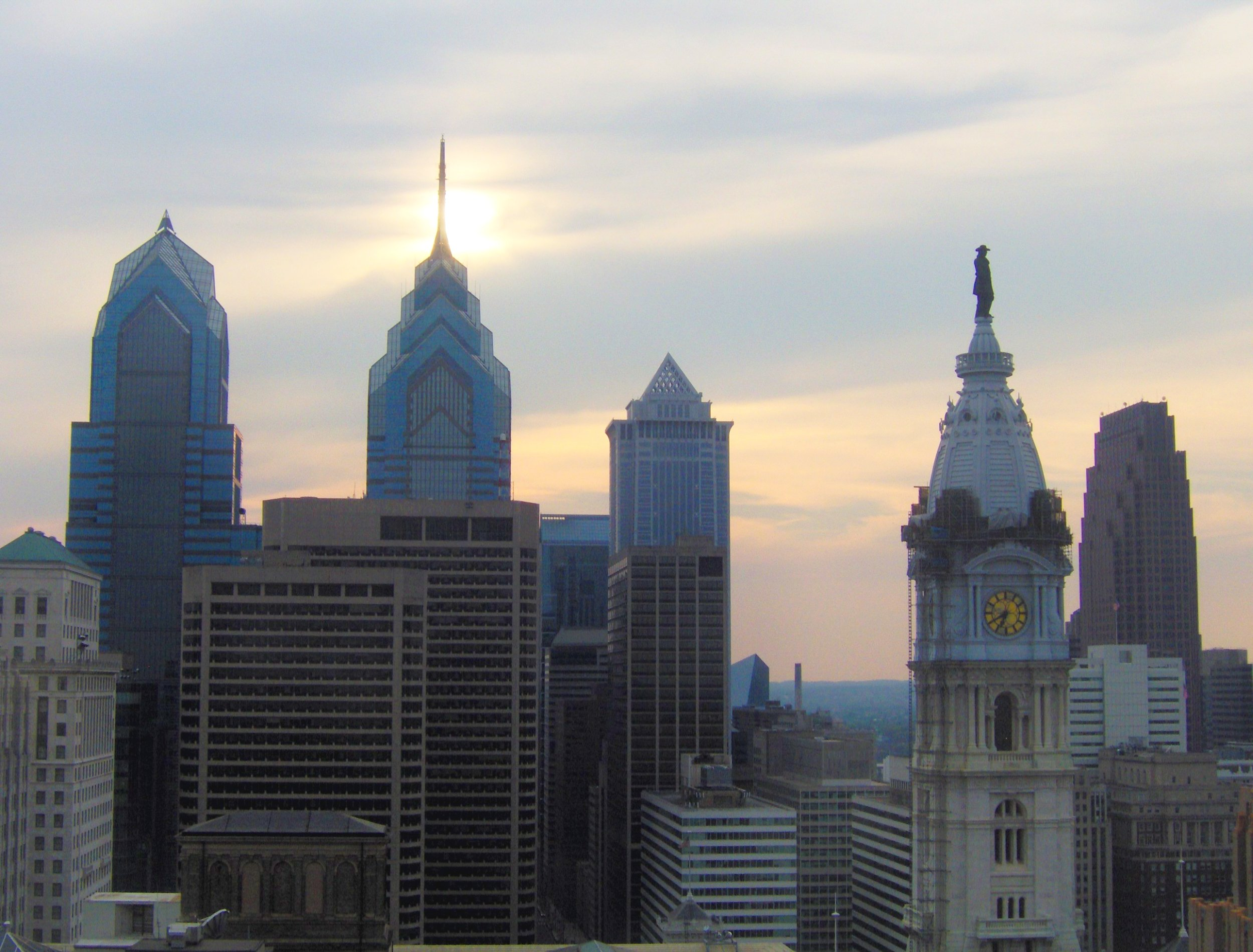
Centrum města

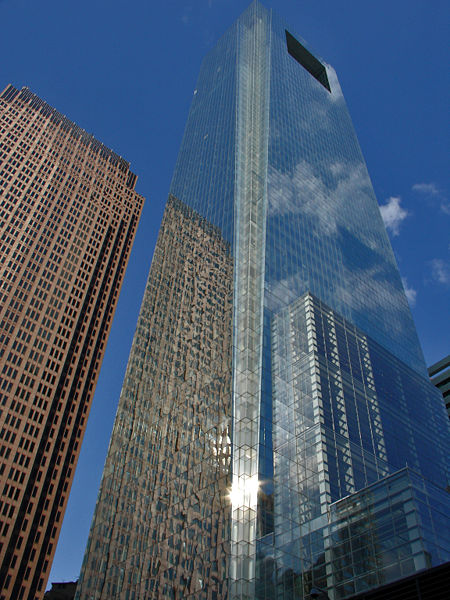
Comcast Center nejvyšší budova ve městě

Seznam 20 nejvyšších budov ve Filadelfii (Pensylvánie, USA). Platný v roce 2010.
| Pořadí | Název                              | Výška m / ft | Počet pater | Rok dokončení |
| ------ | ---------------------------------- | ------------ | ----------- | ------------- |
| 1      | Comcast Technology Center          | 341 / 1,121  | 60          | 2018          |
| 2      | Comcast Center                     | 297 / 975    | 58          | 2008          |
| 3      | One Liberty Place                  | 288 / 945    | 61          | 1987          |
| 4      | Two Liberty Place                  | 258 / 848    | 58          | 1990          |
| 5      | Mellon Bank Center                 | 241 / 792    | 54          | 1990          |
| 6      | Bell Atlantic Tower                | 225 / 739    | 55          | 1991          |
| 7      | FMC Tower                          | 224 / 736    | 49          | 2016          |
| 8      | G. Fred DiBona Jr. Building        | 191 / 625    | 45          | 1990          |
| 9-10   | One Commerce Square                | 172 / 565    | 41          | 1992          |
| 9-10   | Two Commerce Square                | 172 / 565    | 41          | 1987          |
| 11     | Philadelphia City Hall             | 167 / 548    | 9           | 1901          |
| 12     | The Residences at The Ritz-Carlton | 158 / 518    | 48          | 2009          |
| 13     | 1818 Market Street                 | 152 / 500    | 40          | 1974          |
| 14     | The St. James                      | 152 / 498    | 45          | 2004          |
| 15     | Loews Philadelphia Hotel           | 150 / 492    | 36          | 1932          |
| 16     | PNC Bank Building                  | 150 / 491    | 40          | 1983          |
| 17-18  | Centre Square II                   | 149 / 490    | 40          | 1973          |
| 17-18  | Five Penn Center                   | 149 / 490    | 36          | 1970          |
| 19     | Murano                             | 145 / 475    | 43          | 2008          |
| 20     | One South Broad                    | 144 / 472    | 28          | 1932          |
| 21-22  | 2000 Market Street                 | 133 / 435    | 29          | 1973          |
| 21-22  | Two Logan Square                   | 133 / 435    | 35          | 1987          |